# Potencial químico

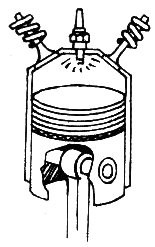
Exemplo de arte de linha de um cilindro.

Em termodinâmica, o potencial químico {\displaystyle \mu } de um elemento, também conhecida como a energia livre parcial molar, é uma forma de energia potencial que pode ser absorvida ou liberada durante uma Reação química. Também pode ser importante durante uma Transição de fase. O potencial químico de uma espécie numa mistura pode ser definido como a inclinação da energia livre do sistema no que diz respeito a uma alteração no número de moles de apenas aquela espécie. Assim, é uma derivada parcial da energia livre no que diz respeito à quantidade da espécie, todas as outras concentrações de espécies presentes na mistura mantendo-se constante, e a uma temperatura constante. Quando a pressão é constante, o potencial químico é a Energia livre de Gibbs molar. Em condições de Equilíbrio químico ou em fase de equilíbrio, a soma total dos potenciais químicos é zero, assim como a energia livre está no mínimo.
O potencial químico pode ser considerado a força motriz para a difusão de átomos, num sentido amplo da palavra.
Em física de semicondutores, o potencial químico de um sistema de elétrons a uma temperatura igual a zero Kelvin é conhecida como a energia de fermi.

## Visão geral
Partículas tendem a se mover de potencial químico maior para potencial químico menor já que há a redução de energia livre. Desta forma, o potencial químico é uma generalização de "potenciais" na física como potencial gravitacional. Quando uma bola rola ladeira abaixo, ela está se movendo de um estado de maior energia potencial gravitacional (maior energia interna portanto maior potencial para trabalho) para um estado de menor energia potencial gravitacional (menor energia interna). Da mesma forma, quando moléculas se movem, reagem, dissolvem, derretem, etc., elas sempre tenderão naturalmente a ir de um estado de potencial químico maior para um potencial químico menor, mudando o número de partícula, o que é a variável conjugada para o potencial químico.
Um exemplo simples é um sistema de moléculas diluídas difundindo em um ambiente homogêneo. Neste sistema, as moléculas tendem a ir de áreas com alta concentração para baixa concentração, até que, eventualmente, a concentração é a mesma em todos os locais. A explicação microscópica para isso é baseada na teoria cinética e o movimento aleatório de moléculas. No entando, é mais simples descrever o processo em termos de potenciais químicos: para uma dada temperatura, uma molécula tem um potencial químico maior em uma área de maior concentração e um potencial químico menor em uma área de baixa concentração. Movimento de moléculas de alto potencial químico para menor potencial químico é acompanhado por uma liberação de energia livre. Portanto, é um processo espontâneo.
Outro exemplo não baseado em concentração mas sim em fase, é um cubo de gelo num prato acima de 0 °C. Uma molécula de H20 que está na fase sólida (gelo) tem um potencial químico maior do que uma molécula que está na fase líquida (água) acima de 0 °C. Quando um pouco do gelo derrete, moléculas de H20 se convertem de sólido para o líquido mais quente em que o seu potencial químico é menor, então o cubo de gelo encolhe. À temperatura do 
ponto de fusão, 0 °C, os potenciais químicos na água e no gelo são os mesmos; o cubo de gelo não cresce nem diminui e o sistema está em equilíbrio termodinâmico.
Um terceiro exemplo está ilustrado pela reação química da dissociação de um ácido fraco HA (como o ácido acético, A = CH3COO−):
HA  H+ + A−
Vinagre contém ácido acético. Quando as moléculas de ácido dissociam, a concentração das moléculas de ácido não dissociado (HA) diminui e as concentrações do íons-produto (H+ e A−) aumentam. Quando a soma dos potenciais químicos dos reagentes e produtos são iguais, o sistema está em equilíbrio e, portanto, não há tendência da reação prosseguir tanto para frente quanto para trás. Isso explica o porquê de vinagre ser ácido, pois ácido acético dissocia até certo ponto, liberando íons de hidrogênio na solução.
Potenciais químicos são importantes em muitos aspectos da química de equilíbrio, incluindo ponto de fusão, ponto de ebulição, evaporação, solubilidade, osmose, coeficiente de partição, extração líquido-líquido e cromatografia. Em cada caso, o potencial químico de uma dada espécie no equilíbrio  é o mesmo em todas as fases do sistema.
Em eletroquímica, íons nem sempre tendem a ir de um maior a um menor potencial químico, mas eles sempre vão de um maior a um menor potencial eletroquímico. O potencial eletroquímico caracteriza completamente todas as influências do movimento de um íon, enquanto o potencial químico inclui tudo exceto a força elétrica. 

## Definição termodinâmica
O potencial químico μi da espécie i (atômico, molecular e nuclear) é definido, como todas as propriedades intensivas são, pela equação fundamental da termodinâmica fenomenológica. Isto é mantido para processos reversíveis tanto quanto processos irreversíveis infinitesimais: 
{\displaystyle \mathrm {d} U=T\,\mathrm {d} S-P\,\mathrm {d} V+\sum _{i=1}^{n}\mu _{i}\,\mathrm {d} N_{i},}
onde dU é a mudança infinitesimal de energia interna U, dS a mudança infinitesimal de 
entropia S e dV a mudança infinitesimal de volume V para um sistema termodinâmico em equilíbrio térmico, e dNi é a mudança infinitesimal do número de partícula Ni da espécie i quando partículas são adicionadas ou subtraídas. T é a temperatura absoluta, S é entropia, P é a pressão e V é o volume. Outros termos de trabalho como aqueles que envolvem campos elétrico, magnético ou gravitacional podem ser adicionados.
A partir da equação acima, o potencial químico é dado por 
{\displaystyle \mu _{i}=\left({\frac {\partial U}{\partial N_{i}}}\right)_{S,V,N_{j\neq i}}.}
Isto é porque a energia interna U é uma função de estado, então se a sua diferencial existe, então a diferencial é uma diferencial exata, como 
{\displaystyle \mathrm {d} U=\sum _{i=1}^{N}\left({\frac {\partial U}{\partial x_{i}}}\right)\mathrm {d} x_{i}}
para variáveis independentes x1, x2, ... , xN de U.
Essa expressão do potencial químico como uma derivada parcial de U com respeito ao número de partícula correspondente de tal espécie é inconveniente para sistemas dematéria condensada, como soluções químicas, uma vez que é difícil controlar o volume e a entropia para serem constantes enquanto partículas são adicionadas. Uma expressão mais conveniente pode ser obtida ao fazer uma transformada de Legendre para outro potencial termodinâmico: a energia livre de Gibbs {\displaystyle G=U+PV-TS}. Da diferencial {\displaystyle \mathrm {d} G=\mathrm {d} U+P\,\mathrm {d} V+V\,\mathrm {d} P-T\,\mathrm {d} S-S\,\mathrm {d} T} (para {\displaystyle PV} e {\displaystyle TS}, a regra do produto é aplicada) e usando a expressão acima para {\displaystyle \mathrm {d} U}, uma relação diferencial para {\displaystyle \mathrm {d} G} é obtida:
{\displaystyle \mathrm {d} G=-S\,\mathrm {d} T+V\,\mathrm {d} P+\sum _{i=1}^{n}\mu _{i}\,\mathrm {d} N_{i}.}
Como consequência, outra expressão para {\displaystyle \mu _{i}} resulta em:
{\displaystyle \mu _{i}=\left({\frac {\partial G}{\partial N_{i}}}\right)_{T,P,N_{j\neq i}},}
e a mudança em energia livre de Gibbs de um sistema que está em temperatura e pressão constante é simplesmente
{\displaystyle \mathrm {d} G=\sum _{i=1}^{n}\mu _{i}\,\mathrm {d} N_{i}.}
Em equilíbrio termodinâmico, quando o sistema em questão está a temperatura e pressão constante mas podem trocar partículas com o ambiente exterior, a energia livre de Gibbs está no mínimo para o sistema, isto é {\displaystyle \mathrm {d} G=0}. Segue que
{\displaystyle \mu _{1}\,\mathrm {d} N_{1}+\mu _{2}\,\mathrm {d} N_{2}+\dots =0.}
O uso desta igualdade provém os meios para estabelecer a constante de equilíbrio para uma reação química.
Por fazer mais transformações de Legendre de U a outros potenciais termodinâmicos como a entalpia {\displaystyle H=U+PV} e a energia livre de Helmholtz {\displaystyle F=U-TS}, expressões para o potencial químico podem ser obtidos em termos dos seguintes:
{\displaystyle \mu _{i}=\left({\frac {\partial H}{\partial N_{i}}}\right)_{S,P,N_{j\neq i}},}
{\displaystyle \mu _{i}=\left({\frac {\partial F}{\partial N_{i}}}\right)_{T,V,N_{j\neq i}}.}
Estas formas diferentes para o potencial químico são todas equivalentes, o que significa que elas têm o mesmo conteúdo físico e podem ser útil em diferentes situações físicas.

## Aplicações
A Equação de Gibbs-Duhem é útil, pois ela relaciona potenciais químicos individuais. Por exemplo, em uma mistura binária, a temperatura e pressão constante, os potenciais químicos das duas partes A e B são relacionadas por
{\displaystyle d\mu _{\text{B}}=-{\frac {n_{\text{A}}}{n_{\text{B}}}}\,d\mu _{\text{A}}}
onde {\displaystyle n_{\text{A}}} é o número de mols de A e {\displaystyle n_{\text{B}}} é o número de mols de B. Toda instância de equilíbrio de fase ou químico é caracterizada por uma constante. Como referência, o derretimento de gelo é caracterizado por uma temperatura, conhecida como o ponto de fusão, em que fases sólidas e líquidas estão em equilíbrio entre si. Os potenciais químicos podem ser utilizados para explicar as declividades de linhas em um diagrama de fases pelo uso da Equação de Clapeyron que, por sua vez, pode ser derivada da equação de Gibbs-Duhem.
Elas são utilizadas para explicar as propriedades coligativas como a depressão do ponto de fusão pela aplicação de pressão. A lei de Henry para o soluto pode ser derivada da Lei de Raoult para o solvente utilizando potenciais químicos.

## História
O potencial químico foi primeiramente descrito pelo engenheiro, químico e físico matemático Americano Josiah Willard Gibbs. Ele o definiu da seguinte forma:
Se, para cada massa homogênea em um estado de tensão hidrostática, nós supormos uma quantidade infinitesimal de qualquer substância a ser adicionada, a massa permanecendo homogênea e sua entropia e volume permanecendo igual, o aumento de energia  da massa dividida pela quantidade da substância adicionada é o potencial para dada substância dentro da massa considerada.
Gibbs mais tarde também observou [carece de fontes?] que, para os propósitos desta definição, qualquer elemento químico ou combinação de elementos em dadas proporções pode ser considerada uma substância, seja ela capaz ou não de existir por si mesma como um corpo homogêneo. Essa liberdade de escolher o limite do sistema permite o potencial químico a ser aplicado em um grande leque de sistemas. O termo pode ser utilizado em termodinâmica e física para qualquer sistema sofrendo mudanças. O potencial químico também é chamado de energia parcial molar de Gibbs.O potencial químico é medido em unidades de energia/partícula ou, equivalentemente, energia/Mol.
Em seu artigo de 1873, titulado A Method of Geometrical Representation of the Thermodynamic Properties of Substances by Means of Surfaces (Um método de Representação Geométrica das Propriedades Termodinâmicas de Substâncias por Meios de Superfícies), Gibbs introduziu o delinear preliminal dos princípios de sua nova equação capaz de prever ou estimar as tendências de vários processos naturais que ocorrem quando corpos ou sistemas são colocados em contato. Ao estudar as interações de substâncias homogêneas em contato, i.e. corpos, sendo em composição parte sólida, parte líquida e parte vapor, também utilizando um gráfico tridimensional volume-entropia-energia interna, Gibbs foi capaz de determinar três estados de equilíbrio, i.e. "necessariamente estável", "neutro" e "instável" assim como caso mudanças irão ou não ocorrer. Em 1876, Gibbs elaborou a partir dessa estrutura introduzindo o conceito de potencial químico para levar em conta reações químicas e estados de corpos que são quimicamente diferentes entre si. Em suas próprias palavras do trabalho mencionado anteriormente, Gibbs declara:

Se nós desejamos expressar, em uma única equação, a condição necessária e suficiente de equilíbrio termodinâmico para uma substância quando cercada por um meio de pressão P e temperatura T constantes, esta equação pode ser escrita:

{\displaystyle \displaystyle \delta (\epsilon -T\eta +P\nu )=0}

Onde δ se refere à variação produzida por quaisquer variações no estado das partes do corpo e (quando partes diferentes do corpo estão em diferentes estados) na proporção em que o corpo está dividido entre os estados. A condição de equilíbrio estável é a que o valor da expressão nos parênteses deverá ser um mínimo.
Nesta descrição, como usado por Gibbs, ε alude à energia interna do corpo, η se refere à entropia do corpo e ν é o volume do corpo.

## Potencial químico eletroquímico, interno, externo e total
A definição abstrata de potencial químico dada acima (mudança total  na energia livre por mol extra da substância)  é chamada mais especificamente de potencial químico total. Se dois locais tiverem potenciais químicos totais para uma espécie, parte do potencial pode ser dado por potenciais associados a campos de forças "externas" (energia potencial elétrica, energia potencial gravitacional, etc.), enquanto o resto seria devido a fatores "internos" (densidade, temperatura, etc.). Portanto, o potencial químico total pode ser dividido em potencial químico interno e potencial químico externo:
{\displaystyle \mu _{\text{tot}}=\mu _{\text{int}}+\mu _{\text{ext}},}
onde
{\displaystyle \mu _{\text{ext}}=qV_{\text{ele}}+mgh+\cdots ,}
i.e., o potencial externo é a soma do potencial elétrico, potencial gravitacional, etc. (onde q e m são a carga e a massa da espécie, Vele e h são o potencial elétrico e altura do recipiente respectivamente, sendo g a aceleração devido à gravidade). O potencial químico interno inclui todo o restante, como densidade, temperatura e entalpia. Esee formalismo pode ser compreendido ao assumir que a energia total de um sistema {\displaystyle U} é a soma de duas partes: uma energia interna {\displaystyle U_{\text{int}}} e uma energia externa devido à interação de cada partícula com um campo externo {\displaystyle U_{\text{ext}}=N(qV_{\text{ele}}+mgh+\cdots )}. A definição de potencial químico aplicada a {\displaystyle U_{\text{int}}+U_{\text{ext}}} resulta na expressão acima para {\displaystyle \mu _{\text{tot}}}.
A frase "potencial químico" às vezes significa "potencial químico total", porém não é universal. Em alguns campos, particularmente eletroquímica, física dos semicondutores e física do estado sólido, o termo "potencial químico" significa potencial químico interno, enquanto o termo potencial eletroquímico designa potencial químico total.

## Sistemas de partículas

### Elétrons em sólidos
Elétrons em sólidos têm um potencial químico definido da mesma maneira que potencial químico de uma espécie química: a mudança em energia livre quando elétrons são adicionados ou removidos do sistema. No caso de elétrons, o potencial químico é comumente expressado em energia por partícula ao invés de energia por mol e a energia por partícula é convencionalmente dada em unidades de elétron-volt (eV).
O potencial químico atua em uma importante função na física do estado sólido e está fortemente relacionada ao conceito de função trabalho, energia de Fermi e nível de Fermi. Por exemplo, silicone tipo N tem um potencial químico interno maior do que silicone tipo P. Em um diodo de junção PN em equilíbrio, o potencial químico (potencial químico interno) varia do lado do tipo P ao tipo N, enquanto o potencial químico total (potencial eletroquímico ou nível de Fermi) é constante ao longo do diodo.
Como descrito acima, quando descrevendo potencial químico, deve ser questionado a sua relatividade. No caso de elétrons em semicondutores, o potencial químico interno é frequentemente relacionado a algum ponto conveniente na estrutura de banda, e.g., relacionado ao fundo da banda de condução. Isso também pode ser especificado como "relativo ao vácuo", para render uma quantidade conhecida como função trabalho, no entando a função trabalho varia entre superfícies mesmo em um material completamente homogêneo. O potencial químico total, pelo outro lado, é tipicamente relacionado ao aterramento elétrico.
Na física atômica, o potencial químico de elétrons em um átomo é, às vezes, dito ser o "negativo" da eletronegatividade de um átomo. Da mesma forma, o processo de igualização do potencial químico é ocasionalmente chamado de processo de igualização de eletronegatividade. Esta conexão é derivada da escala de Eletronegatividade de Mulliken. Ao inserir as definições energéticas do potencial de ionização e afinidade eletrônica na eletronegatividade de Mulliken, é visto que o potencial químico de Mulliken é uma aproximação de uma diferença finita da energia eletrônica com respeito ao número de elétrons, i.e.,
{\displaystyle \mu _{\text{Mulliken}}=-\chi _{\text{Mulliken}}=-{\frac {IP+EA}{2}}=\left[{\frac {\delta E[N]}{\delta N}}\right]_{N=N_{0}}.}

### Partículas Subnucleares
Em anos recentes, a física térmica tem aplicado a definição de potencial químico a sistemas à física de partículas e seus processos associados. Por exemplo, em um plasma de quarks e glúons ou outras matérias QCD, em todos os pontos no espaço há um potencial químico para fótons, um potencial químico para elétrons, um potencial químico para o número bariônico, carga elétrica, etc.
No caso de fótons; são bósons e podem facilmente e rapidamente aparecer ou desaparecer. Portanto, em equilíbrio termodinâmico, o potencial químico de fótons é, na maioria das situações físicas, sempre e em todo lugar, zero. O motivo para isso é: se o potencial químico em algum lugar for maior que zero, fótons iriam espontaneamente desaparecer desta área até que o potencial químico voltasse a ser zero; igualmente, se o potencial químico em algum lugar fosse menor que zero, fótons espontaneamente apareceriam até que o potencial voltasse a ser zero. Dado que esse processo ocorre rapidamente - pelo menos ocorre rapidamente na presença de matéria densa e carregada ou também em paredes exemplares de um gás de fótons de radiação de corpo negro - é seguro assumir que o potencial químico de fótons aqui nunca é diferente de zero. Uma situação física onde o potencial químico de fótons pode diferir de zero são microcavidades ópticas preenchidas de material com espaçamentos entre espelhos de cavidade no espectro de comprimento de ondas. Em tais casos bidimensionais, gáses de fótons com potencial químico sintonizável, deveras reminiscente de gases de partículas materiais, podem ser observados.
A carga elétrica é diferente porque ela é intrinsicamente conservada, i.e. ela não pode nem ser criada, nem ser destruída. No entanto, ela pode difundir. O "potencial químico de carga elétrica" controla esta difusão: a carga elétrica, como todos os demais, tende a difundir de áreas com maior potencial químico para áreas com menor potencial químico. Outras quantias conservadas, como o número bariônico, são iguais. De fato, cada quantia conservada é associada com um potencial químico e uma tendência correspondente de difundir para a igualizar.
No caso de elétrons, o comportamento depende da temperatura e contexto. A temperaturas baixas e sem a presença de pósitrons, elétrons não podem ser criados ou destruídos. Portanto, há um potencial químico eletrônico que pode variar no espaço, causando a difusão. Porém a temperaturas muito altas, elétrons e pósitrons podem espontaneamente aparecer a partir do vácuo (produção de par), então o potencial químico de elétrons por si só se torna uma quantidade menos útil do que o potencial químico das quantias conservadas.
Os potenciais químicos de bósons e férmions é relacionado ao número de partículas e a temperatura  por estatística de Bose-Einstein e a estatística de Fermi-Dirac respectivamente.

### Potencial químico em misturas e soluções

Potenciais químicos para várias substâncias hipotéticas não ideais em solução.

Em uma mistura ou solução, o potencial químico de uma substância {\displaystyle i} depende fortemente de sua concentração relativa, o que é comumente quantificada por fração molar {\displaystyle x_{i}}. A dependência exata é sensível à substância, o solvente e a presença de quaisquer outras substâncias na solução. No entanto, dois comportamentos universais aparecem nos extremos de concentração:
- No regimento da substância ser quase pura (i.e., é um solvente quase puro), o potencial químico aproxima uma dependência logarítmica:

{\displaystyle \mu _{i}(x_{i})\rightarrow \mu _{i}(1)+RT\ln(x_{i})}, com {\displaystyle x_{i}\rightarrow 1}
onde {\displaystyle \mu _{i}(1)} é o potencial químico da substância pura. Essa forma universal se aplica já que é uma propriedade coligativa de todas as soluções. Para um solvente volátil, isso corresponde à lei de Raoult.
- No regimento da substância ser muito diluída (i.e. ela é um soluto muito diluído), o potencial químico também aproxima uma dependência logarítmica contanto com um deslocamento diferente {\displaystyle \mu _{i}^{\infty }}:

{\displaystyle \mu _{i}(x_{i})\rightarrow \mu _{i}^{\infty }+RT\ln(x_{i})}, com {\displaystyle x_{i}\rightarrow 0}.
Essa dependência é uma consequência das partículas dissolvidas da substância diluída estarem muito longe uma da outra a ponto de agirem por si só, efetivamente, análogo a um gás ideal. Para um soluto volátil, isto corresponde à lei de Henry.
- note que se a solução contém solutos que dissociam (como um eletrólito/sal), as formas acima se aplicam, porém apenas com certas definições.[23]

A figura adjacente mostra a dependência de {\displaystyle \mu _{i}} em {\displaystyle x_{i}} para várias substâncias hipotéticas onde uma escala logarítmica é utilizada para {\displaystyle x_{i}} (então as formas limitantes acima aparecem como linhas retas). As linhas tracejadas mostram, para cada caso, uma das duas formas limitantes mencionadas acima. Note que para o caso especial de uma solução ideal, o potencial químico é exatamente {\displaystyle \mu _{i}(1)+RT\ln(x_{i})} ao longo de todo o alcance e {\displaystyle \mu _{i}^{\infty }=\mu _{i}(1)}.
No estudo da química e ,especialmente, em informação tabelada e modelos termodinâmicos para soluções reais, é comum reparametrizar o potencial químico em solução como uma atividade química ou coeficiente de atividade adimensional que quantifica o desvio de {\displaystyle \mu _{i}} de um dado ideal logarítmico como o mencionado acima. No caso de solutos, o ideal logarítmico do diluto pode ser escrito, ao invés, em termos de molaridade, molalidade, pressão de vapor, fração de massa ou outros que não sejam fração molar.  Qual escolha é feita irá, necessariamente, influenciar os valores do deslocamento {\displaystyle \mu _{i}^{\infty }}, a atividade e o coeficiente de atividade, o que pode levar a certa confusão.

### Citações
1. ↑  Atkins 2002, section 6.4, pp. 141
2. ↑  Statistical Physics, F Mandl, (Wiley, London, 11971) ISBN 0 471 56658 6, page 88.
3. ↑  Atkins 2006, section 4.1, pp. 126
4. ↑  Atkins 2006, section 5.5, pp. 150–155
5. 1 2  McQuarrie, D. A.; Simon, J. D. Physical Chemistry – A Molecular Approach, p. 968, University Science Books, 1997.
6. ↑  Atkins 2006, section 5.3, pp. 143–145
7. 1 2 3  Kittel 1980, pp. 124
8. ↑  Thermodynamics in Earth and Planetary Sciences por Jibamitra Ganguly, p. 240. Este texto utiliza potencial químico "total", "interno" e "externo" assim como neste artigo.
9. ↑  Mortimer, R. G. Physical Chemistry, 3rd ed., p. 352, Academic Press, 2008.
10. ↑  Electrochemical Methods by Bard and Faulkner, 2nd edition, Section 2.2.4(a), 4–5.
11. ↑  Electrochemistry at Metal and Semiconductor Electrodes, by Norio Sato, pages 4–5.
12. ↑  Physics Of Transition Metal Oxides, by Sadamichi Maekawa, p. 323.
13. ↑  The Physics of Solids: Essentials and Beyond, by Eleftherios N. Economou, page 140. Neste texto o potencial químico total é comumente chamado de "potencial eletroquímico" e, às vezes, apenas "potencial químico". Ao potencial interno químico é aludido a frase "potencial químico na ausência do campo [elétrico]".
14. ↑  Solid State Physics by Ashcroft and Mermin, página 257, nota 36. Na página 593 do mesmo livro usa, ao invés, uma definição "do avesso", onde "potencial químico" é o potencial químico total, o que é a constante em equilíbrio e "potencial eletroquímico" é o potencial químico interno; presumidamente tendo sido um erro não intencional.
15. ↑  Morell, Christophe, Introduction to Density Functional Theory of Chemical Reactivity: The so-called Conceptual DFT Arquivado em 2017-08-28 no Wayback Machine, retrieved May 2016.
16. ↑   J. Klaers; J. Schmitt; F. Vewinger; M. Weitz (2010). «Bose–Einstein condensation of photons in an optical microcavity». Nature. 468 (7323): 545–548. Bibcode:2010Natur.468..545K. PMID 21107426. arXiv:1007.4088. doi:10.1038/nature09567 Verifique o valor de |name-list-format=amp (ajuda)
17. ↑  Baierlein, Ralph (2003). Thermal Physics. [S.l.]: Cambridge University Press. ISBN 978-0-521-65838-6. OCLC 39633743 Verifique o valor de |url-access=registration (ajuda)
18. ↑  Hadrons and Quark-Gluon Plasma, by Jean Letessier, Johann Rafelski, p. 91.
19. ↑  Guggenheim (1985). Thermodynamics 8 ed. [S.l.: s.n.]
20. ↑  Atkins 2006, section 5
21. ↑  «Raoult's Law». Libretexts. 2 October 2013 Verifique data em: |data= (ajuda)
22. ↑  Atkins 2006, section 5.9
23. ↑  A fração molar precisa ser calculada utilizando a verdadeira concentração de partículas do soluto em solução e não apenas a concentração formal, estes se diferem pelo fator de correção de van 't Hoff. Além do mais, a forma do diluto limite {\displaystyle RT\ln(x)} se aplica apenas aos potenciais químicos das espécies dissociadas -- o potencial químico não dissociado na verdade varia com {\displaystyle iRT\ln(x)} para o fator de correção de van 't Hoff {\displaystyle i}.[21] Para espécies iônicas onde os potenciais químicos individuais estejam mal definidos e a forma {\displaystyle RT\ln(x)} é apenas aplicada a uma média de carga neutra de potenciais químicos iônicos (ou potenciais eletroquímicos).[22]
24. ↑  
«9.5: Activity Coefficients in Mixtures of Nonelectrolytes». 5 November 2014 Verifique data em: |data= (ajuda)
25. ↑  Přáda, Adam (9 March 2019). «On chemical activities» Verifique data em: |data= (ajuda)

## Links externos
- Cook, G.; Dickerson, R. H. (1 de agosto de 1995). «Understanding the chemical potential». American Journal of Physics. 63 (8): 737–742. Bibcode:1995AmJPh..63..737C. ISSN 0002-9505. doi:10.1119/1.17844
- Kaplan, T. A. (2006). «The Chemical Potential». Journal of Statistical Physics. 122 (6): 1237–1260. Bibcode:2006JSP...122.1237K. ISSN 0022-4715. doi:10.1007/s10955-005-8067-x
- «Values of the chemical potential of 1300 substances». Eduard-Job-Foundation for Thermo- and Matterdynamics